# Mortoniodendron vestitum
Mortoniodendron vestitum är en malvaväxtart som beskrevs av Cyrus Longworth Lundell. Mortoniodendron vestitum ingår i släktet Mortoniodendron och familjen malvaväxter. Inga underarter finns listade i Catalogue of Life.